# عاليه (لبنان)
عاليه هي أحد أقضية محافظة جبل لبنان الستة، تشكّل طريق بيروت دمشق الدولية حدوده الشمالية، ومجرى نهر الدامور حدوده الجنوبية، ويمتد من شواطئ البحر الأبيض المتوسط في الغرب، صعوداً نحو قمم جبل الباروك على ارتفاع ألفي متر في الشرق، لتبلغ مساحته 263 كيلومتراً مربعاً.
يحده من الشمال قضاء بعبدا ومن الشرق قضاء زحلة وقضاء البقاع الغربي ومن الجنوب قضاء الشوف، ومركزه عاليه. مثل قضاء الشوف المجاور، فإن قضاء عاليه هي أيضاً واحدة من أكثر المناطق تنوعاً دينياً في لبنان. أكبر الطوائف الدينية في قضاء عاليه هي الطائفة الدرزية، يليهم الموارنة، والكنيسة الأرثوذكسية الشرقية. ويضم القضاء أيضاً مجتمعات صغيرة من المسلمين السُنَّة والشيعة. وتشير التقديرات إلى أن حوالي 55% من سكان المنطقة هم من الطائفة الدرزية، في حين أن 40.7% المتبقية هم من الطائفة المسيحية.
يقطن القضاء حوالى 114,000 نسمة، يتوزعون على 72 بلدة فيها 55 مجلساً بلدياً منتخباً. وتنتشر في المنطقة الجبلية من قضاء عاليه مجموعة من مراكز الاصطياف. أما في المنطقة الساحلية فيضم ضمن نطاقه مطار بيروت الدولي.
عاليه هي مركز القضاء، وتضم سبعا وستين بلدة عاصمته مدينة عاليه وهي رابع المدن اللبنانية الكبرى من حيث المساحة.
ترتفع مدينة عاليه عن سطح البحر ثمانمئة وخمسون متر، تبعد عن بيروت حوالي ستة عشر كيلومتراً، وعدد الناخبين فيها حوالي ثلاثة عشر ألف ناخب، بينما عدد سكانها قد يتراوح بين 70,000 شتاء وما يزيد عن ال 100,000 صيفاً. وهي تعتبر عاصمة الدروز اذ تحوي أكبر تكتل سكاني من الدروز حول العالم. وتضم المدينة أقليات مسيحية من طائفة الروم الملكيين الكاثوليك والأرثوذكس الشرقيين والموارنة.

## المناخ
يظهر الجدول التالي التغييرات المناخية على مدار السنة لعاليه:
| البيانات المناخية لـعاليه          | البيانات المناخية لـعاليه | البيانات المناخية لـعاليه | البيانات المناخية لـعاليه | البيانات المناخية لـعاليه | البيانات المناخية لـعاليه | البيانات المناخية لـعاليه | البيانات المناخية لـعاليه | البيانات المناخية لـعاليه | البيانات المناخية لـعاليه | البيانات المناخية لـعاليه | البيانات المناخية لـعاليه | البيانات المناخية لـعاليه | البيانات المناخية لـعاليه |
| الشهر                              | يناير                     | فبراير                    | مارس                      | أبريل                     | مايو                      | يونيو                     | يوليو                     | أغسطس                     | سبتمبر                    | أكتوبر                    | نوفمبر                    | ديسمبر                    | المعدل السنوي             |
| ---------------------------------- | ------------------------- | ------------------------- | ------------------------- | ------------------------- | ------------------------- | ------------------------- | ------------------------- | ------------------------- | ------------------------- | ------------------------- | ------------------------- | ------------------------- | ------------------------- |
| متوسط درجة الحرارة الكبرى °م (°ف)  | 14.8 (58.6)               | 15.7 (60.3)               | 17.7 (63.9)               | 20.1 (68.2)               | 23.2 (73.8)               | 25.9 (78.6)               | 27.8 (82.0)               | 28.5 (83.3)               | 27.2 (81.0)               | 25.2 (77.4)               | 21.1 (70.0)               | 17.0 (62.6)               | 22.0 (71.6)               |
| المتوسط اليومي °م (°ف)             | 12.9 (55.2)               | 14.0 (57.2)               | 15.6 (60.1)               | 17.4 (63.3)               | 20.7 (69.3)               | 23.5 (74.3)               | 25.4 (77.7)               | 26.2 (79.2)               | 24.9 (76.8)               | 23.2 (73.8)               | 19.0 (66.2)               | 15.2 (59.4)               | 19.8 (67.6)               |
| متوسط درجة الحرارة الصغرى °م (°ف)  | 11.5 (52.7)               | 10.7 (51.3)               | 12.4 (54.3)               | 15.0 (59.0)               | 18.3 (64.9)               | 21.3 (70.3)               | 23.3 (73.9)               | 24.3 (75.7)               | 23.0 (73.4)               | 21.0 (69.8)               | 17.2 (63.0)               | 13.6 (56.5)               | 17.6 (63.7)               |
| الهطول مم (إنش)                    | 156.0 (6.14)              | 143.0 (5.63)              | 135.2 (5.32)              | 87.1 (3.43)               | 41.6 (1.64)               | 0.4 (0.02)                | 0.3 (0.01)                | 0.4 (0.02)                | 2.3 (0.09)                | 46.8 (1.84)               | 65.0 (2.56)               | 128.7 (5.07)              | 806.8 (31.76)             |
| متوسط أيام هطول الأمطار (≥ 0.1 mm) | 12                        | 11                        | 11                        | 7                         | 4                         | 1                         | 0                         | 0                         | 1                         | 4                         | 5                         | 10                        | 66                        |
| المصدر: worldweatheronline         |                           |                           |                           |                           |                           |                           |                           |                           |                           |                           |                           |                           |                           |

## توأمة
لعاليه (لبنان) اتفاقيات توأمة مع كل من:
- كازيرتا
- بينامار
- تروي

## أعلام
- فايز الفقيه (1940 - 1987) صحفي وأستاذ جامعي وكاتب سياسي.